# Cropera unipunctata
Cropera unipunctata is een vlinder uit de familie spinneruilen (Erebidae), onderfamilie donsvlinders (Lymantriinae). De wetenschappelijke naam van deze soort is voor het eerst geldig gepubliceerd in 1921 door Wichgraf.
De soort komt voor in tropisch Afrika.